# Ronde van Siam
De Ronde van Siam (Tour of Siam) was een wielerronde in Thailand. De Ronde van Siam maakte deel uit van de UCI Asia Tour en had een 2.2-status.
De Ronde van Siam werd driemaal verreden (2005, 2006, 2007) en vond plaats in januari. De ronde telde zes etappes. In 2006 was de Nederlander Thomas Rabou de eindwinnaar, zonder een etappe te winnen.